# Winnweiler
Winnweiler – miejscowość i gmina  w Niemczech, w kraju związkowym Nadrenia-Palatynat, w powiecie Donnersberg, siedziba gminy związkowej Winnweiler.